# Camino al Tagliamento
Camino al Tagliamento är en ort och kommun i regionen Friuli-Venezia Giulia i Italien och tillhörde tidigare även provinsen Udine som upphörde 2018. Kommunen hade 1 607 invånare (2018).